# 崔鳴吉

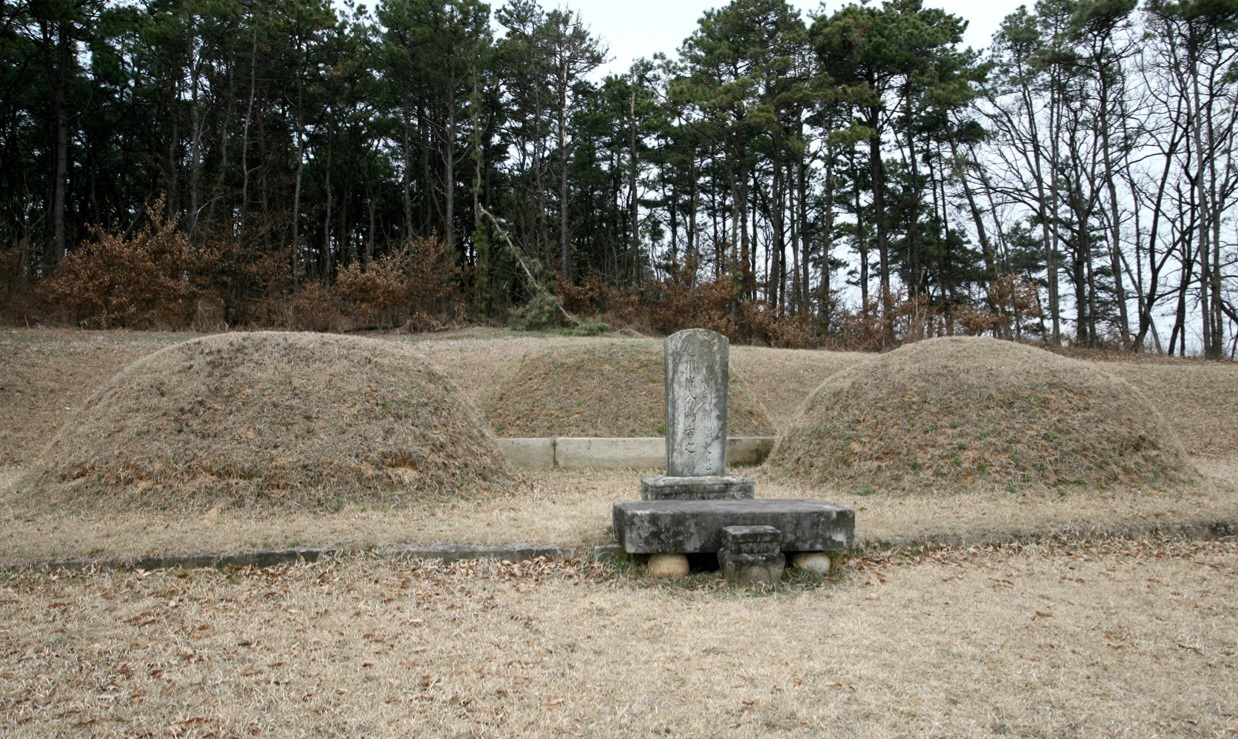
忠清北道清州市にある崔鳴吉の墓所

崔 鳴吉（さい めいきつ、朝鮮読み:チェ・ミョンギル（최명길）、Choe Myeong-gil、隆慶2年8月25日（1568年10月7日） - 順治4年5月17日（1647年6月19日））は、李氏朝鮮の文官・儒者。字は子謙、号は遅川。本貫は全州崔氏。

## 略歴
父は永興府使の崔起南。母は参判の柳永立の娘。文科に合格した後、趙翼や張維などと交わり、学問を修練し陽明学に至るまで研究をした。1614年（光海君6年）に兵曹佐郎を務め、西人派に属し仁祖反正（1623年）に加担し王の光海君を追放し、金自點等と仁祖を擁立し、その功績により定社功臣一等となり、完城府院君に封じられて、吏曹参判となり備辺司堂上を兼任し、その後弘文館副提学・司憲府大司憲の要職を歴任していく。1636年12月、清が大軍をもって侵入し（丙子の乱）、最後まで戦おうとする金尚憲・洪翼漢等の斥和論に対して、現実に則した主和論を唱えて激しく批判を浴びたが、清に降服条件を打診することなど講和を主導した。彼は王子らとともに瀋陽まで連行されたが、堂々として終始卑屈な気配を見せなかった。斥和論を主張し対立した金尚憲は彼のその態度に和平を主張したのは直向に国を守る忠義心からであることを知って感動した。1642年に領議政となり、1647年に没した。
性理学や文章に優れた才能を発揮し、董其昌体の書をよくした。著書に「遅川集」全19冊と『遅川奏箚』全2冊がある。諡号は文忠。博川（パクチョン）の遅川祠に祀られた。

## 登場作品
映画
- 天命の城（2017年、監督：ファン・ドンヒョク、演：イ・ビョンホン）

テレビドラマ
- 大命（1981年、KBS、演：キム・ソンウォン）
- 朝鮮王朝五百年（1986年、MBC、演：ピョン・ヒポン）
- 宮廷女官キム尚宮（1995年、KBS、演：ソン・ドンヒョク）
- 王の女（2003年、SBS、演：キム・ヒョウォン）
- 花たちの戦い -宮廷残酷史-（2013年、JTBC、演：キム・ハギュン）
- 三銃士（2014年、tvN、演：チョン・ノミン）
- 華政（2015年、MBC、演：イム・ホ）
- 恋人（2023年、MBC、演：キム・テフン）